# مات جيلمان
مات جيلمان (بالإنجليزية: Matt Gilman)‏ هو مغن مؤلف أمريكي، ولد في 15 يوليو 1985 في منيابولس في الولايات المتحدة.

## وصلات خارجية
- مات جيلمان على موقع ميوزك برينز (الإنجليزية)
- مات جيلمان على موقع ديسكوغز (الإنجليزية)